# Alan Bangs
Alan John Bangs (* 10. Juni 1951 in London) ist ein britischer Musikjournalist und Moderator im Radio und Fernsehen. Er lebt und arbeitet seit den 1970er Jahren in Deutschland.

## Leben und Wirken
1974 erwarb Alan Bangs an der Polytechnic of Central London (PCL), heute University of Westminster, ein Diplom in Communication Studies. Seine berufliche Laufbahn begann er bei BFBS Germany in Köln, wo er von 1975 bis 1989 Musik vorstellte, die in keine gängigen Schubladen passte. Anschließend war er für wenige Monate Label-Manager bei Electrola, eine Tätigkeit, die ihm nicht zusagte.
Bekanntheit erreichte Bangs als Moderator der Fernsehsendung Rockpalast im WDR und der Rockpalast Nacht in der ARD. 1984 und 1985 moderierte er montags den Musik Convoy im WDR-Regionalfernsehen.
Auch beim WDR-Hörfunk war er aktiv, erst bei WDR 2, ab 1986 bei WDR 1. Im WDR-Radio moderierte Bangs ab den 1980er-Jahren die Alan Bangs Connection. Ab Ende 1985 übernahm er den Beitrag des WDR zum gemeinsamen Nachtprogramm der ARD in der ARD-Rocknacht. Des musikalischen Inhalts wegen wurde diese Sendung später vom Bayerischen Rundfunk nicht mehr ausgestrahlt, was damals auf viel Kritik stieß. Als Ende 1989 der Nachtrock zur ARD-Popnacht reformiert wurde, kehrte Bangs in das Programm von WDR 1 zurück; die Sendung hieß Alan Bangs Connection. Im April 1995 wurde WDR 1 durch die „Jugendwelle“ 1 Live ersetzt. Die täglich von 22 bis 24 Uhr ausgestrahlten Musik-Spartensendungen fielen weg, nur die Sendung von Bangs blieb mit dem Titel Nachtflug. 1 Live war ein „formatierter“ Sender mit Ausrichtung auf eine junge Zielgruppe, Alan Bangs wollte keinen Musikstil von vornherein ausschließen. Als er in der Sendung vom 17./18. September 1995 eine längere Strecke mit Musik von Frédéric Chopin spielte, entband ihn der WDR von seinen Aufgaben.
Weitere Engagements folgten bei den Sendern NDR, Sat.1, VH-1 Deutschland und bei den Live-Konzerten Ohne Filter der ARD. Seit 2000 moderiert er in jedem Monat, der einen fünften Freitag hat (im Jahr 2012 vier Mal), die zweistündige Nachtsession auf Bayern 2. Im Juni 2003 moderierte er den Rockpalast live vom Rock am Ring.
Ab 4. April 2010 moderierte Alan Bangs in dem über Internet- und Digitalradio (DVB-S und DAB) verbreiteten Hörfunkprogramm DRadio Wissen sonntags um 23 Uhr die Sendung Nightflight. Die letzte Nightflight-Sendung dieser Serie lief am 15. Dezember 2013.

## Konzept
Alan Bangs plädierte 2012 für mehr Kreativität bei der Programmgestaltung als Gegenstück zum Formatradio:

„Ich möchte Leute hören, die sich für bestimmte Sachen interessieren, die sich die Mühe machen, Sachen zu finden, die ich vielleicht sonst nicht hören würde. Die Stücke spielen, weil sie meinen, dass andere Menschen sie einfach hören müssen.“

In der Connection stellte er in den Sendungen Beziehungen unterschiedlicher Art zwischen den von ihm gespielten Liedern her (z. B. nur Coverversionen, nur unplugged, bestimmtes Erscheinungsjahr, bestimmter Name oder Begriff im Titel, nur von einer bestimmten Person produziert). So spielte er einmal eine ganze Stunde lang nur Coverversionen von Fever.

## Schriften
- Nightflights. Tagebuch eines DeeJays. Econ, Düsseldorf, Wien 1985, ISBN 3-430-11145-5.